# Robert Hübner
Robert Hübner (Colonia 6 de noviembre de 1948-Colonia, 5 de enero de 2025) fue un respetado Gran Maestro y escritor de ajedrez alemán, además de papirologista (es un reconocido experto en jeroglíficos del Antiguo Egipto). En la lista de enero de 2010 de la FIDE tenía un ELO de 2603, siendo cuarto entre los alemanes. Su mejor clasificación la obtuvo en la lista de octubre de 2002 en el puesto 48 con 2640 puntos de ELO.

## Gran maestro de ajedrez
Sobre el tablero, la técnica de Hübner es reconocida como eficiente y creativa. Sin embargo, su llegada a la cima del ajedrez mundial fue obstaculizada por sus incomparecencias y las extrañas derrotas en los desempates de los matches de candidatos. No se presentó a su match de candidatos de 1971 contra Tigran Petrosian por la disputa acerca de unas condiciones intolerables. Tampoco se presentó a su match de candidatos de 1980 contra Víktor Korchnói. Finalmente, su match de cuartos de final de 1983 contra Vasily Smyslov fue concedido en el desempate a Smyslov por el sistema de ruleta.
Hübner estuvo en su mejor momento a finales de los años 1970 y principios de los años 1980, participando en muchos torneos fuertes reconocidos como el de Tilburg en 1978 y el de Montreal en 1979 (el Torneo de las Estrellas), jugando junto a Anatoly Karpov, Mikhail Tal y Jan Timman. Sigue compitiendo actualmente en el circuito internacional. 
Las contribuciones de Hübner a la literatura ajedrecística incluyen el estudio de los Campeones del Mundo y análisis extensos de las brillanteces del ajedrez del siglo XIX. Sus contribuciones recientes son los análisis detallados y el estudio de las partidas de los Campeones Mundiales, principalmente de Bobby Fischer y Alexander Alekhine.
Hübner trabajó como entrenador de Nigel Short en su esfuerzo por ganar el match para el Campeonato del mundo de ajedrez de 1993 contra Garry Kasparov. En 2000 ganó con el equipo alemán una medalla de plata en las Olimpíadas de ajedrez de Estambul.
Dio nombre a la Variante Hübner de la Defensa Nimzo-India.
Además, Hübner es conocido como uno de los mejores jugadores de xiangqi que no es de China.

## Partidas de ajedrez notables
- Bobby Fischer vs Robert Hübner, Palma de Mallorca 1970,[2]  Una partida dramática con un ataque de peones centrales contra el GM Robert James Fischer.
- Robert Hübner vs Raymond Keene, Viena (Austria) 1972,[3]  Después de una larga serie de maniobras, la presión del Blanco en la posición del rey negro conduce a una combinación ganadora.